# LONGINUS
LONGINUS（ロンギヌス）は2004年にDVDリリースされた日本映画。BUCK-TICKのボーカルである櫻井敦司のソロプロジェクトの中で制作された。

## あらすじ
舞台は戦争が続く近未来。医師の死により閉鎖寸前の野戦病院にとある部隊が負傷兵と任務で回収した「ロンギヌスの槍」を傍らに現れ病院の兵士と看護婦に救護を命じる。
動揺の中、吸血鬼を殺して生きている謎の男が彼らの前に現れ、吸血鬼が「ロンギヌスの槍」を狙っていると告げる。そして、病院内は徐々に疑心暗鬼になっていく。

## キャスト
- 男: 櫻井敦司
- 看護婦: 魚谷佳苗
- 兵士A: 松本実
- 兵士B: 金澤大朗
- 兵士C: 大場一史
- 兵士D: 片山武宏
- 負傷兵: 街田しおん
- 少佐: 菊地由美
- 吸血鬼: 榊英雄
- 医師:  北見敏之

## スタッフ
- 監督: 北村龍平
- 脚本: 桐山勲
- 原案: 北村龍平、桐山勲、高津隆一
- 撮影:  古谷巧
- 編集: 掛須秀一
- 音楽: 森野宣彦、矢野大介
- アクション・コーディネート:神原英樹